# Karl-Heinz Rüsch
Karl-Heinz Rüsch (* 2. Juni 1908 in Dortmund; † 26. Mai 1986 in Bad Zwischenahn) war ein deutscher Elektrotechniker und nationalsozialistischer Funktionär.

## Leben

### Ausbildung
Karl-Heinz Rüsch, Sohn eines Kaufmanns, besuchte das Städtische Bismarck-Realgymnasium in Dortmund. Danach studierte er von 1926 bis 1929 Elektrotechnik an der TH Karlsruhe (bis zum Vorexamen), wo er 1926/27 Mitglied der Karlsruher Burschenschaft Teutonia wurde. Von 1929 bis 1931 studierte er an der TH München und von 1931 bis 1933 an der TH Danzig. Dort erlangte er im März 1933 sein Diplom und war anschließend als Assistent tätig.

### Nationalsozialismus
Von September bis Dezember 1930 war Rüsch Mitglied der SA und trat Januar 1931 der SS (SS-Nummer 8.344) bei. Zum 1. Februar 1931 schloss er sich der NSDAP an (Mitgliedsnummer 465.328). Am 20. Februar 1932 wurde er SS-Truppführer und am 12. Juni 1933 SS-Sturmführer und Adjutant beim Abschnitt VII. 
Ab dem 13. Februar 1934 war er hauptamtlich im Dienste der SS und wurde als Adjutant des Chefs des SS-Amtes beim Stab des Reichsführers-SS nach München versetzt. Am 20. April 1934 wurde er SS-Obersturmführer und am 21. Oktober 1935 Führer des Sturmbanns II der 30. SS-Standarte. Am 30. Januar 1936 wurde Rüsch SS-Hauptsturmführer und am 20. April 1937 SS-Sturmbannführer.
Am 1. Mai 1937 übernahm Rüsch die Führung der 46. SS-Standarte in Dresden und am 1. Dezember 1938 die Führung der 103. SS-Standarte in Aussig. Am 1. Juli 1939 wurde er Stabsführer beim SS-Abschnitt XXXVII in Reichenberg. Am 15. Mai 1941 wurde er nebenamtlich Führer beim Stab des SS-Abschnitts XXXX und schied aus dem Dienstverhältnis mit der SS aus.
Rüsch war Träger des SA- und Reichssportabzeichens sowie des Reitsportabzeichens in Bronze. Er war Träger des SS-Totenkopfringes und Mitglied des Vereins Lebensborn.
1941 und 1942 war Rüsch Kreisleiter der NSDAP in Schwetz. Ab Mai 1941 wurde er zunächst kommissarisch und mit Wirkung vom 1. Juni 1942 endgültig als Landrat des Landkreises Schwetz eingesetzt.
Rüsch leistete seinen Wehrdienst von November 1934 bis 1935 in der Reichswehr. Am 1. Juni 1938 wurde er Leutnant der Reserve. 1939 kam er in den Kriegsdienst in eine Panzerjägereinheit am Westwall, anschließend am Frankreichfeldzug beteiligt, und danach nach Schlesien verlegt.
Am 11. Januar 1941 wurde Rüsch als Oberleutnant der Reserve wegen seiner Kreisleiter- und Landratsfunktion bis zum 11. September 1944 UK gestellt. Tags darauf wurde Rüsch zur Wehrmacht eingezogen, für den Einsatz an der Ostfront. Zum Schluss kämpfte er im Kessel bei Danzig, wo er das EK II erhielt. Im Mai 1945 floh er aus dem Kessel nach Dänemark.

### Nachkriegszeit
In Dänemark geriet Rüsch bis zum Herbst 1945 in britische Gefangenschaft. Bis Oktober 1947 erfolgte die Internierung im Lager Neuengamme. Von Februar 1948 bis März 1955 war er an der Zeche Erin im Bergbau tätig wegen fehlender Entnazifizierung. 
Am 16. Juni 1948 erfolgte die erste Entnazifizierung und Einstufung in die Kategorie III mit dem Bemerken, dass er wieder als Ingenieur arbeiten dürfe, aber ohne Beförderungsmöglichkeiten. Am 23. Juni 1950 wurde Rüsch in Kategorie IV eingereiht mit dem Verbot, für zwei Jahre im öffentlichen oder halböffentlichen Dienst angestellt zu sein und politische oder berufsständische Ehrenämter zu bekleiden.
Eine Tätigkeit als Ingenieur war aufgrund des Verlustes des Diplomzeugnisses wegen der Kriegsereignisse nicht sofort möglich. Erst nachdem die TH Hannover die 1933 abgelegte Diplom-Prüfung am 16. Juni 1952 bescheinigte, gelang Rüsch der Einstieg als Zechenelektro-Ingenieur auf der Schachtanlage Germania der Bergbau AG Dortmund.
Im Juli 1955 wurde Rüsch zum Obersteiger befördert und ab Juni 1958 Betriebsführer für die elektrischen Anlagen unter Tage der Zeche Germania. Später wurde er als Werkssachverständiger für die Anlagen auf den Zechen Zollern und Germania durch das Landesoberbergamt bestellt.
Im Januar 1959 wurde Rüsch Oberingenieur. Juni 1970 erfolgte die Ausdehnung der Werkssachverständigentätigkeit auf die Zeche Hansa. Ab August 1971 wurde er zusätzlich Betriebsführer und Werkssachverständiger bis zu seinem Ruhestand im Juli 1973.
Rüsch engagierte sich im Verband oberer Bergbaubeamter e.V. und war 1964–1965 Präsident des Deutschen Führungskräfteverbandes.